# Gregori Aminoffprijs
De Gregori Aminoffprijs is een internationale prijs die sinds 1979 jaarlijks wordt uitgereikt door de Zweedse Academie op het gebied van de kristallografie. De prijs is bedoeld voor "gedocumenteerde, individuele bijdragen op het gebied van de kristallografie, met inbegrip van de vakgebieden die zich bezichhouden met de dynamiek van de vorming en oplossing van kristalstructuren. Voorkeur wordt verleend aan werk met een elegante aanpak van het probleem." De prijs kan aan een individuele winnaar worden uitgereikt, maar ook aan meerdere personen.
De prijs is vernoemd naar de Zweedse wetenschapper en artiest Gregori Aminoff (1883-1947), die vanaf 1923 werkzaam was als hoogleraar in de mineralogie aan het Naturhistoriska riksmuseet.
De prijs is in het leven geroepen als een initiatief van zijn weduwe, Birgit Broomé-Aminoff.
| Jaar | Naam                                                                                          | Citaat |
| ---- | --------------------------------------------------------------------------------------------- | --- |
| 1979 | Paul Peter Ewald (Verenigd Koninkrijk)                                                        | |
| 1980 | (Prijs niet uitgereikt)                                                                       | |
| 1981 | Charles Frank (Verenigd Koninkrijk)                                                           | |
| 1982 | Gunnar Hägg (Zweden)                                                                          | |
| 1983 | J. M. Robertson (Verenigd Koninkrijk)                                                         | |
| 1984 | David Harker (Verenigde Staten)                                                               | |
| 1985 | André Guinier (Frankrijk)                                                                     | |
| 1986 | Erwin Félix Bertaut (Frankrijk)                                                               | |
| 1987 | Otto Kratky (Oostenrijk)                                                                      | |
| 1988 | Isabella L. Karle (Verenigde Staten)                                                          | |
| 1989 | Arne Magnéli (Zweden)                                                                         | |
| 1990 | Jack Dunitz (Zwitserland)                                                                     | |
| 1991 | David Phillips (Verenigd Koninkrijk)                                                          | |
| 1992 | Michael M. Woolfson (Verenigd Koninkrijk)                                                     | |
| 1993 | Clifford G. Shull (Verenigde Staten)                                                          | |
| 1994 | Michael G. Rossmann (Verenigde Staten)                                                        | |
| 1995 | Hugo Rietveld (Nederland)                                                                     | |
| 1996 | Philip Coppens (Verenigde Staten)                                                             | |
| 1997 | Wayne A. Hendrickson (Verenigde Staten)                                                       | "voor zijn bijdragen aan fasehoek bepaling van macromoleculaire kristallen met behulp van afwijkende verstrooiing en meting van meerder golflengtes" |
| 1998 | Pieter Maarten de Wolff (Nederland), Aloysio Janner (Nederland), Ted Janssen (Nederland)      | "voor hun bijdragen aan de theorie en praktijk van verfijnde gemoduleerde structuren" |
| 1999 | Richard Henderson (Verenigd Koninkrijk) , Nigel Unwin (Verenigd Koninkrijk)                   | "voor hun ontwikkeling van methoden voor de structurele bepaling van biologische macromoleculen met behulp van elektron diffractie" |
| 2000 | Daniel Shechtman (Israël)                                                                     | "voor zijn ontdekking van quasikristallen" |
| 2001 | Kenneth C. Holmes (Duitsland)                                                                 | "voor zijn baanbrekende ontwikkeling van methoden voor het bestuderen van biologische macromoleculen, in het bijzonder spierproteïnen, bij synchroton straling" |
| 2002 | Leslie Leiserowitz (Israël), Meir Lahav (Israël)                                              | "voor zijn fundamenteel onderzoek van kristalgroei en de toepassing daarvan op de scheiding van enantomeren en voor zijn studies aan oppervlaktestructuren bij synchroton straling"                                                                                           |
| 2003 | Axel Brünger (Verenigde Staten), T. Alwyn Jones (Zweden)                                      | "voor zijn ontwikkelingen van verfijnde technieken voor macromoleculen", "voor zijn baanbrekende ontwikkeling van methoden voor het interpreteren van elektron-dichtheid kaarten en het bouwen van modellen voor biologische macromoleculen met behulp van computergrafieken" |
| 2004 | (Prijs niet uitgereikt)                                                                       | |
| 2005 | Ho-Kwang Mao (Verenigde Staten)                                                               | "voor zijn baanbrekend onderzoek van solide materialen onder extreem hoge druk en temperaturen" |
| 2006 | Stephen Harrison, Harvard University en David Stuart, Oxford University                       | "voor hun opmerkelijke bijdrage op het gebied van virus kristallografie" |
| 2007 | Sumio Iijima                                                                                  | "voor zijn structurele studies van carbon nanotubes" |
| 2008 | Hans Eklund                                                                                   | "voor zijn kristallografische studies van ribonucleotide reductase" |
| 2009 | George M. Sheldrick (Great Britain) en Gérard Bricogne (France)                               | "for his developments on the division of structure chemical" |
| 2010 | So Iwata (Japan)                                                                              | "for his seminal crystallographic studies of membrane proteins. Using state-of-the-art crystallographic methods, he has elucidated vital biological functions within the fields of cellular respiration, photosynthesis and molecular transport"                              |
| 2011 | Lia Addadi (Israel) en Stephen Weiner (Israel)                                                | "for their crystallographic studies of biomineralization processes, which have led to an understanding of mechanisms of mineral formation" |
| 2012 | Marat Yusupov (Frankrijk), Gulnara Yusupova (Frankrijk) en Harry F. Noller (Verenigde Staten) | "for their crystallographic studies on ribosomes, translators of the code of life" |
| 2013 | Carlo Gatti (Italië) en Mark Spackman (Australië)                                             | "for developing experimental and theoretical methods to study electron density in crystals, and using them to determine molecular and crystalline properties" |
| 2014 | Yigong Shi (China)                                                                            | "for his groundbreaking crystallographic studies of proteins and protein complexes that regulate programmed cell death" |
| 2015 | Ian Robinson (Verenigd Koninkrijk)                                                            | "for his development of diffraction methods for studying surfaces and nanomaterials" |
| 2016 | Poul Nissen (Denemarken) en Chikashi Toyoshima (Japan)                                        | "for their fundamental contributions to understanding the structural basis for ATP-driven translocation of ions across membranes" |
| 2017 | Natalia Dubrovinskaia (Zweden) en Leonid Dubrovinsky (Zweden)                                 | "for their development of new methodology for in-situ experimental determination of crystal structures under extreme conditions of high temperature and pressure" |
| 2018 | Piet Gros (Nederland)                                                                         | "for his fundamental contributions to understanding the complement system-mediated innate immune response" |
| 2019 | Michael O’Keeffe (Engeland) en Omar M. Yaghi (Jordanië)/(United States)                       | "for their fundamental contributions to the development of reticular chemistry" |